# Action Socialiste Révolutionnaire
De Action Socialiste Révolutionnaire (ASR), oorspronkelijk Action Socialiste, was een radicaal-linkse beweging binnen de Belgische Werkliedenpartij (BWP). De fractie was de opvolger van de l'Action socialiste, zo genoemd naar het blad dat ze sinds 1934 uitgaf.

## Geschiedenis
De Action Socialiste was een linkse fractie binnen de BWP en werd tot 1935 geleid door Paul-Henri Spaak, die onder meer correspondeerde met Leon Trotski. In februari 1936 werd Spaak minister van Buitenlandse Zaken in de Regering-Van Zeeland II.
Hierop viel de fractie in twee uit, met een fractie onder leiding van volksvertegenwoordiger Albert Marteaux, die in 1939 de BWP inruilde voor de KPB. Het merendeel van de fractie bleef de Action socialiste trouw. Voorzitter werd Walter Dauge die sinds 3 augustus 1935 het blad Action Socialiste Révolutionaire uitgaf. Dauge stuurde de fractie richting trotskisme.
De spanningen met de BWP namen toe toen de ASR zich uitsprak voor de Vierde Internationale, te meer doordat verschillende trotskistische leden gedwongen waren geweest de Kommunistische Partij van België in 1928 te verlaten, en vervolgens de piste van het entrisme binnen de BWP hadden gekozen. In 1936 kreeg Dauge een onverkiesbare plaats toegewezen op de kieslijst, waarop hij weigerde nog langer het partijprogramma van de BWP te ondertekenen. Op 14 april 1936 werden hijzelf en zijn aanhangers uit de BWP gezet.
In mei 1936 kwam de ASR op als onafhankelijke partij bij de verkiezingen van 1936, hierbij gesteund door de Spartacus-groep rond Georges Vereeken.
De verkiezingsuitslag was geen groot succes maar na de verkiezingen brak een grote staking uit waaraan een half miljoen mensen deelnam. ASR zag hierin de bevestiging dat er ruimte was voor een extreemlinkse partij. ASR fuseerde op 11 oktober 1936 met de Spartacus-groep tot de Revolutionair Socialistische Partij.